# Long Valley Caldera

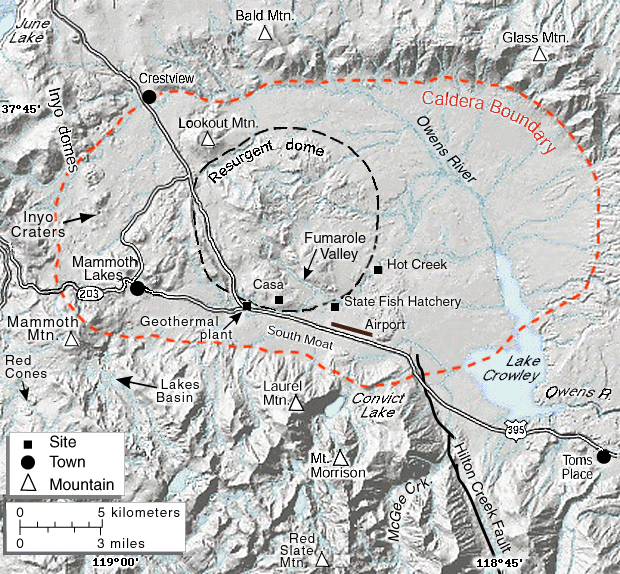
Mapka z zaznaczonymi granicami kaldery

Long Valley Caldera (z ang. „Długa Dolina”) – kaldera o wymiarach 16x32 km. Leży w Kalifornii, niedaleko granicy z Nevadą. Powstała 760 000 lat temu, podczas gigantycznej erupcji
Bishop Tuff. Opróżniona komora magmowa uległa całkowitemu zniszczeniu, zapadła się i utworzyła kalderę.
Na terenie Long Valley Caldera leży miasteczko Mammoth Lakes. W pobliżu znajduje się stratowulkan Mammoth Mountain.